# ☆自演乙☆ソング
「☆自演乙☆ソング」（じえんおつソング）は、桃井はるこの17作目のシングル。 2009年6月17日にAKIHABA LOVE RECORDSから発売された。

## 概要
2008年末に大阪で開催されたアニメイベント『大虹ロックフェスティバル Vol.1～みるくらりあっと～』でキックボクサー・長島☆自演乙☆雄一郎が出会ったことがきっかけとなり、そのテーマソングとして制作された。
ディスクジャケットのデザインは小林オニキスで、秋葉原を背景に二人が桃井のワールドツアーヴァージョンで着たセーラー服のコスプレで萌えポーズを撮っている。またジャケットの帯裏には謎が仕込んである。
アキバ系アイドルとして活動する「モモーイを“ネ申”」とあがめる☆自演乙☆はK-1への出場を宣言したが、2月23日に行われた「K-1 WORLD MAX 2009 -日本代表決定トーナメント-」でそれを実現。桃井は会場に足を運び、「ヲタであり、コスプレ、そして格闘技が大好きで、その気持ちに正直に、ありのままに生きてるんだろう」と☆自演乙☆のファイトにいたく感動する。
事前にデモ版が公開され、4月21日に行われる「K-1 WORLD MAX 2009」トーナメント大会で正式にお披露目となり、桃井は「世の中は閉塞感に満ちているけど、長島選手はそれを吹っ飛ばすパワーがあると思います。私もみんなが元気になるような活動をしていきたい」と意見を寄せた。
桃井は自演乙の試合でダンサーと一緒に自らも踊って応援するなどしていたが、その甲斐あって、翌年の『K-1 WORLD MAX 2010 〜-70kg Japan Tournament〜』で長島は全試合KO勝利で初優勝を果たし、日本チャンピオンとなる。さらに年末には青木真也との対戦を制するなど名を馳せるようになった。
以後も二人の交流は続き、トークライブなどを開催している。

## 収録曲
1. ☆自演乙☆ソング
作詞・作曲・編曲：桃井はるこ
2. 始発にのって
作詞・作曲：桃井はるこ、編曲：齋藤真也
ラジオ桃井はるこのはいはいラジオラジオOPテーマ
3. ☆自演乙☆ソング （karaoke）
4. 始発にのって （Instrumental）